# United States Army Band
| Ärmmärke samt U.S. Army Ceremonial Band under marsch med tamburmajor främst, 2009. |  | Ärmmärke samt U.S. Army Ceremonial Band under marsch med tamburmajor främst, 2009. |
| Ärmmärke samt U.S. Army Ceremonial Band under marsch med tamburmajor främst, 2009. |  |                                                                                    |

United States Army Band (förkortning TUSAB) är den primära musikkåren inom USA:s armé.
Den grundades i oktober 1922 av USA:s arméstabschef, General of the Armies John J. Pershing i syfte att efterlikna europeiska militärorkestrar och kallas därför även för Pershing's Own.
Musikkåren sorterar organisatoriskt under Military District of Washington och är baserad vid Fort Myer, Virginia, där även 3rd US Infantry Regiment är baserade.

## Roll
United States Army Band deltar i statsceremonier i huvudstaden och huvudstadsområdet som statsbesök, presidentinstallationer (den första var för Calvin Coolidge 1925), statsbegravningar, därtill olika ceremonier inom USA:s försvarsdepartement samt inom armédepartementet, såsom militärbegravningar av armépersonal vid Arlingtonkyrkogården, överlämningsceremonier, paradmönstringar och även i underhållnings- och rekryteringssyfte.

## Ensembler
United States Army Band består åtta ensembler:
- U.S. Army Ceremonial Band, traditionell militärmusikkår som framför sin musik utomhus samt under marsch.[3]
- U.S. Army Concert Band, en stationär symfoniorkester som ofta kombineras med någon av de andra ensemblerna.[4]
- U.S. Army Chorus, en traditionell manskör.[5]
- U.S. Army Blues, en jazzorkester som framför en inhemsk musikform.[6]
- U.S. Army Band Downrange, en ensemble som framför samtidsmusik som rockmusik, pop, countrymusik och rhythm and blues.[7]
- U.S. Army Herald Trumpets, ceremoniella trumpeterare som blåser fanfar med inspiriation från Storbritannien.[8]
- U.S. Army Strings, en stationär stråkorkester.[9]
- U.S. Army Voices, en blandad kör som ofta kombineras med någon av de andra ensemblerna.[10]

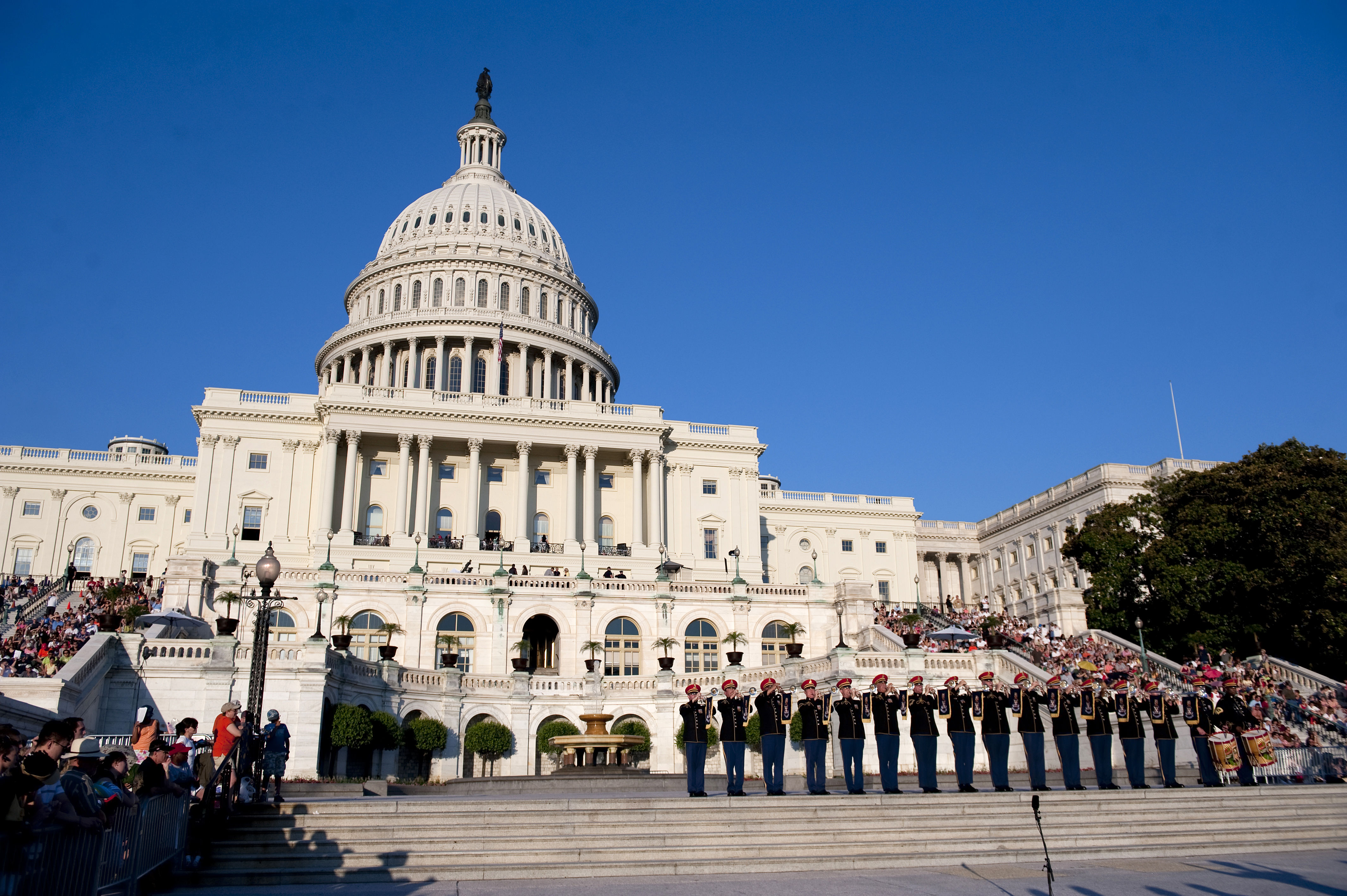
U.S. Army Herald Trumpets utanför Kapitolium i samband med högtidlighållandet av Memorial Day 2010.

Dessutom till kommer fyra mindre "karaktärsensembler": U.S. Army Brass Quintet (brasskvintett), U.S. Army Blues Swamp Romp (blues, jazz och folkmusik från Louisiana), U.S. Army Woodwind Quintet (blåskvintett), U.S. Army String Quartet (stråkkvartett).